# Rejon kłajpedzki
Rejon kłajpedzki (lit. Klaipėdos rajono savivaldybė) – rejon w zachodniej Litwie.